# Carretera del Algodón
La carretera del Algodón es una carretera secundaria de Colombia localizada en el noroeste del departamento del Atlántico. Tiene una longitud aproximada de 25 km. 
Es la prolongación de la carrera 38 de Barranquilla. Pasa por Juan Mina, los municipios de Tubará y Juan de Acosta, San José de Saco (Juan de Acosta) y finaliza en el municipio de Piojó. Empalma con la Autopista Paralela al Mar.  